# 眼神経
眼神経（がんしんけい）（羅名 N. ophthalmicus）とは、三叉神経の第1枝で、眼動脈と分布域を同じくし、三叉神経節より始まり、その前上方に向かって分かれ、上眼窩裂から眼窩に入り、その中でテント枝などに分かれ、眼窩内、前頭部・鼻腔などの知覚を司る神経である。
眼神経の直接の枝は
- 鼻毛様体神経
  - 毛様体神経節との交通枝
  - 後篩骨神経
  - 長毛様体神経
  - 滑車下神経
  - 前篩骨神経
- 涙腺神経
- 前頭神経
  - 滑車上神経
  - 眼窩上神経

である。